# Linka 12 (metro v Madridu)
Linka 12 madridského metra je okružní linka, která se nachází mimo vlastní město Madrid na území jeho jižní aglomerace. Spojuje města Alcorcón, Fuenlabradu, Getafe, Leganés a Móstoles. Na lince se nachází 28 stanic a délka linky činí 40,96 km, což je nejvíce v celé madridské síti. Tratě jsou vybudovány jako širokoprofilové a nástupiště mají délku 115 m. Linka byla otevřena jako jeden celek v roce 2003 a od té doby již nebyla rozšiřována. Severní část linky spadá do tarifního pásma B1 (Parque Oeste – Arroyo Culebro), zatímco jižní náleží do pásma B2 (Parque de los Estados – Universidad Rey Juan Carlos). Linka 12 společně s krátkými úseky linek 3, 10 a 11 je označována jako MetroSur („jižní metro“).

## Historie

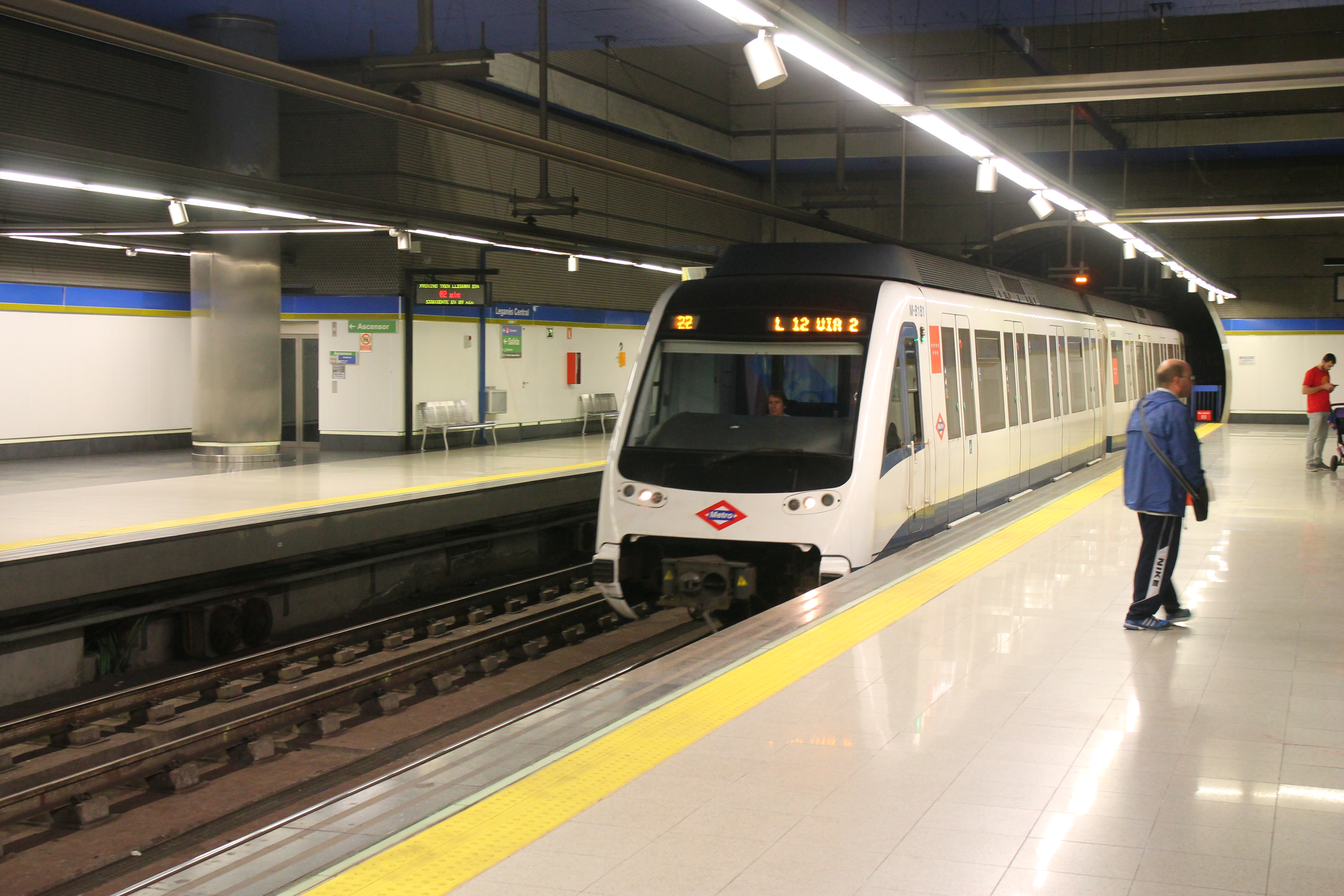
Souprava řady 8000 ve stanici Leganés Central

Plán stanic linky

Linka byla otevřena jako celek 11. dubna 2003 za přítomnosti předsedy Madridského společenství Alberta Ruize-Gallardóna. Poprvé tak byly města na jih od Madridu propojena železničním spojením, aniž by bylo nutné zajíždět do hlavního města.
Od roku 2025 nabízí propojení do Madridu i přestup na linku 3 ve stanici El Casar.
Opravy na lince probíhaly během léta v rocích 2014, 2015 a 2018.

## Provoz
Linka spojuje významná města jižní madridské aglomerace a propojuje do té doby radiální železniční tratě, po kterých jezdí madridská příměstská železnice Cercanías. Přestupní stanice se železnicí je v každém z obsluhovaných měst a tyto stanice jsou významnými přestupními uzly. Jediný přestup na jinou linku metra je ve stanici Puerta del Sur, a to konkrétně s linkou 10. Soupravy pro linku 12 vyjíždějí z depa Loranca.
Linka v síti metra patří k těm s širokým průjezdním profilem. Rozchod koleje je stejný jako v celé síti – netypických 1445 mm. Odběr proudu je realizován trolejovým vedením, pevným v celé délce linky, napětí v soustavě je 1500 V ss. Na lince jsou v současnosti provozovány soupravy řady 8000 od španělského výrobce CAF.
Ve špičce jezdí vlaky v intervalu 5–7 minut, mimo špičku nejčastěji v intervalu okolo 8 minut. Ačkoliv je linka vybudována tak, aby zde mohly jezdit šestivozové soupravy, kvůli nízké přepravní poptávce jsou na lince provozovány pouze soupravy třívozové.
Linka je pokrytá mobilním telefonním signálem pouze ve stanicích Puerta del Sur a El Bercial.

### Seznam stanic

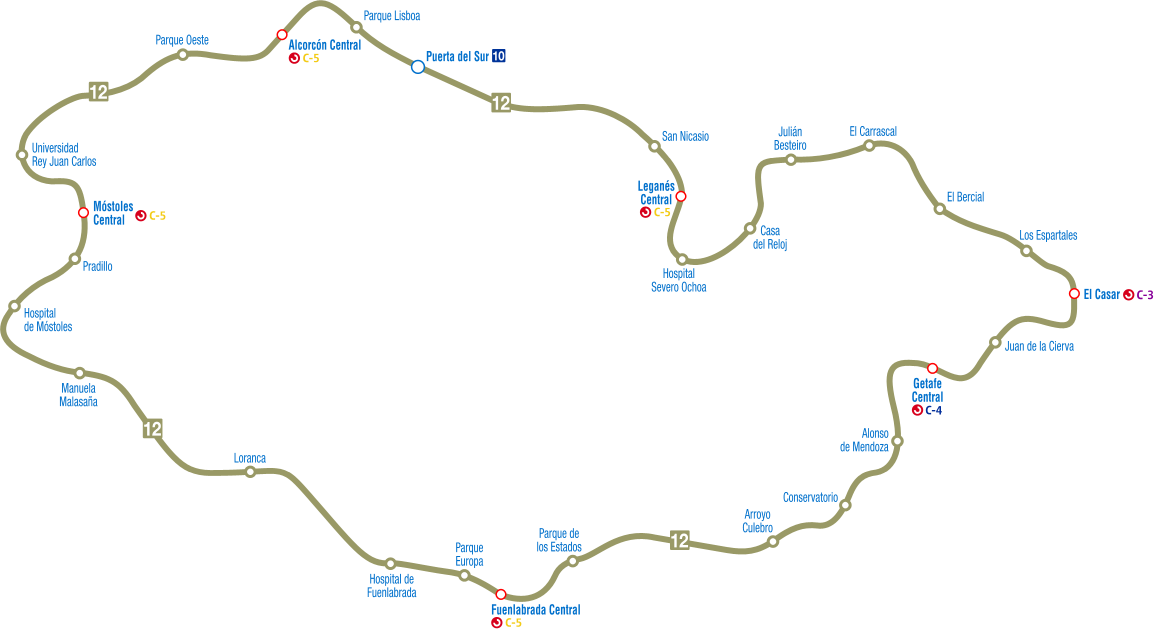
Plán linky

Linka v současnosti prochází 30 funkčními stanicemi. Průměrná vzdálenost mezi nimi je 1463 m. Kurzivou jsou vyznačeny plánované stanice.
- Puerta del Sur
- Parque Lisboa
- Alcorcón Central
- Parque Oeste
- Los Rosales
- Universidad Rey Juan Carlos
- Móstoles Central
- Pradillo
- Hospital de Móstoles
- Manuela Malasaña
- Móstoles Sur
- Loranca
- El Vivero
- Hospital de Fuenlabrada
- Parque Europa
- Fuenlabrada Central
- Parque de los Estados
- La Pollina
- Arroyo Culebro
- Conservatorio
- Alonso de Mendoza
- Getafe Central
- Juan de la Cierva
- El Casar
- Los Espartales
- El Bercial
- El Carrascal
- Julián Besteiro
- Casa del Reloj
- Hospital Severo Ochoa
- Leganés Central
- San Nicasio
- Poza del Agua
- Puerta del Sur

## Budoucnost
Do budoucnosti je plánovaná možná dostavba plánovaných stanic. Dále je zvažována možnost prodloužení linky 11 tak, aby se také napojila na okružní linku.